# Università degli Studi di Napoli "Parthenope"
L'Università degli Studi di Napoli "Parthenope" (in acronimo UniParthenope) è un'università statale italiana fondata nel 1920 come Regio istituto superiore navale.

## Storia
La nascita dell'Università degli studi di Napoli "Parthenope" risale al 1920, anno in cui l'ex ministro della marina Pasquale Leonardi Cattolica si fece promotore della richiesta, avanzata al governo da parte del Reale istituto d'incoraggiamento di Napoli, di istituire a Napoli un centro superiore di cultura per lo studio del mare «in quanto è, in quanto produce ed in quanto mezzo di scambio in grado di stimolare una «consapevole valorizzazione dei problemi economici relativi al mare», di cui fu primo commissario e che fu a lui intitolato.

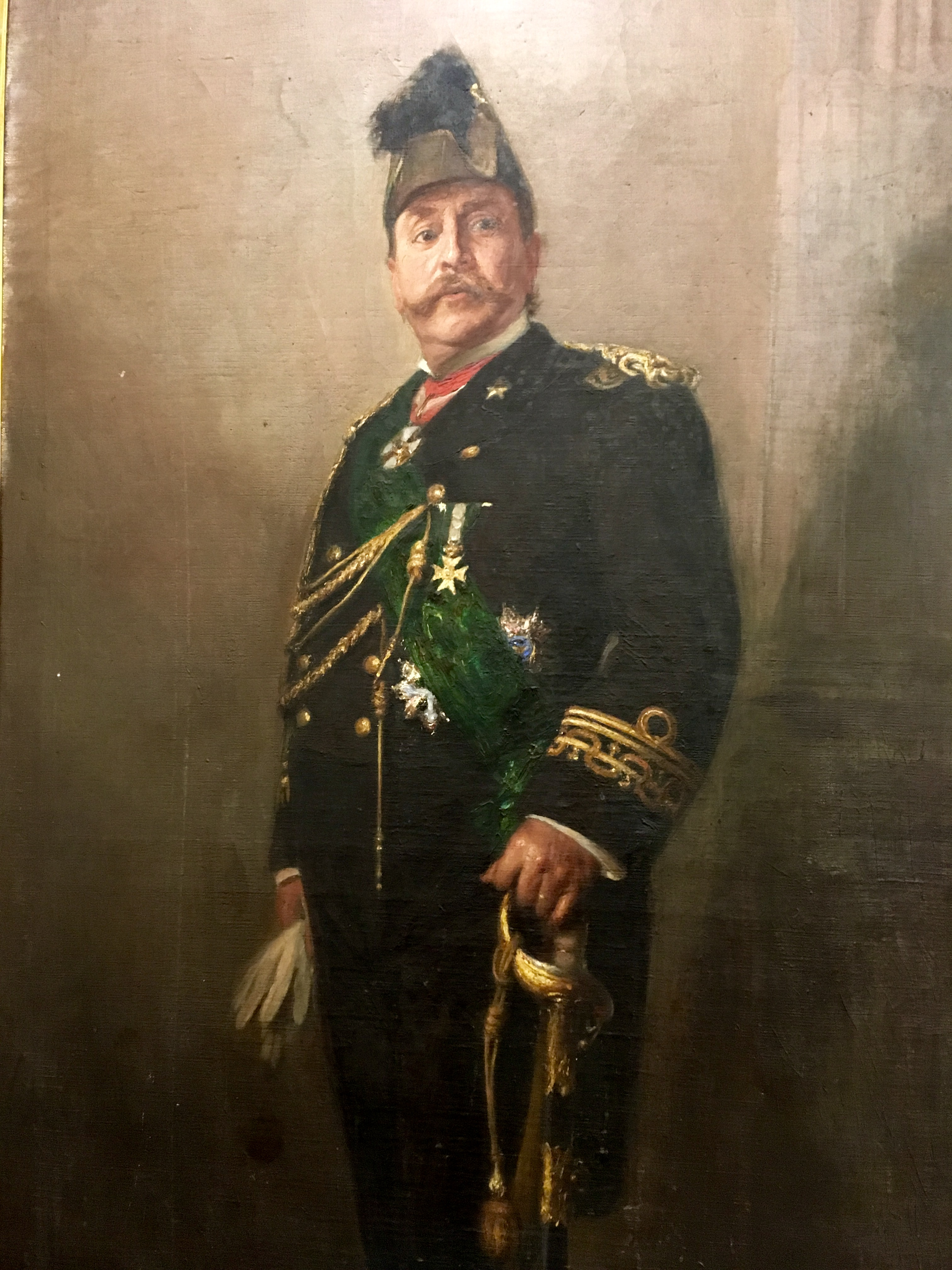
Pasquale Leonardi Cattolica

### Regio Istituto superiore navale
Il R.D. n. 1157 del 30 maggio 1920 istituì il Regio istituto superiore navale (allora distinto in due sezioni: magistero e armamento), che tra il 1930 (R.D. n. 1176) e il 1931 (R.D. n. 1227) fu trasformato in istituto universitario a ordinamento speciale, con le facoltà di scienze nautiche e di economia marittima. Il primo statuto venne approvato con il R.D. n. 1570/1933.

### Istituto Universitario Navale

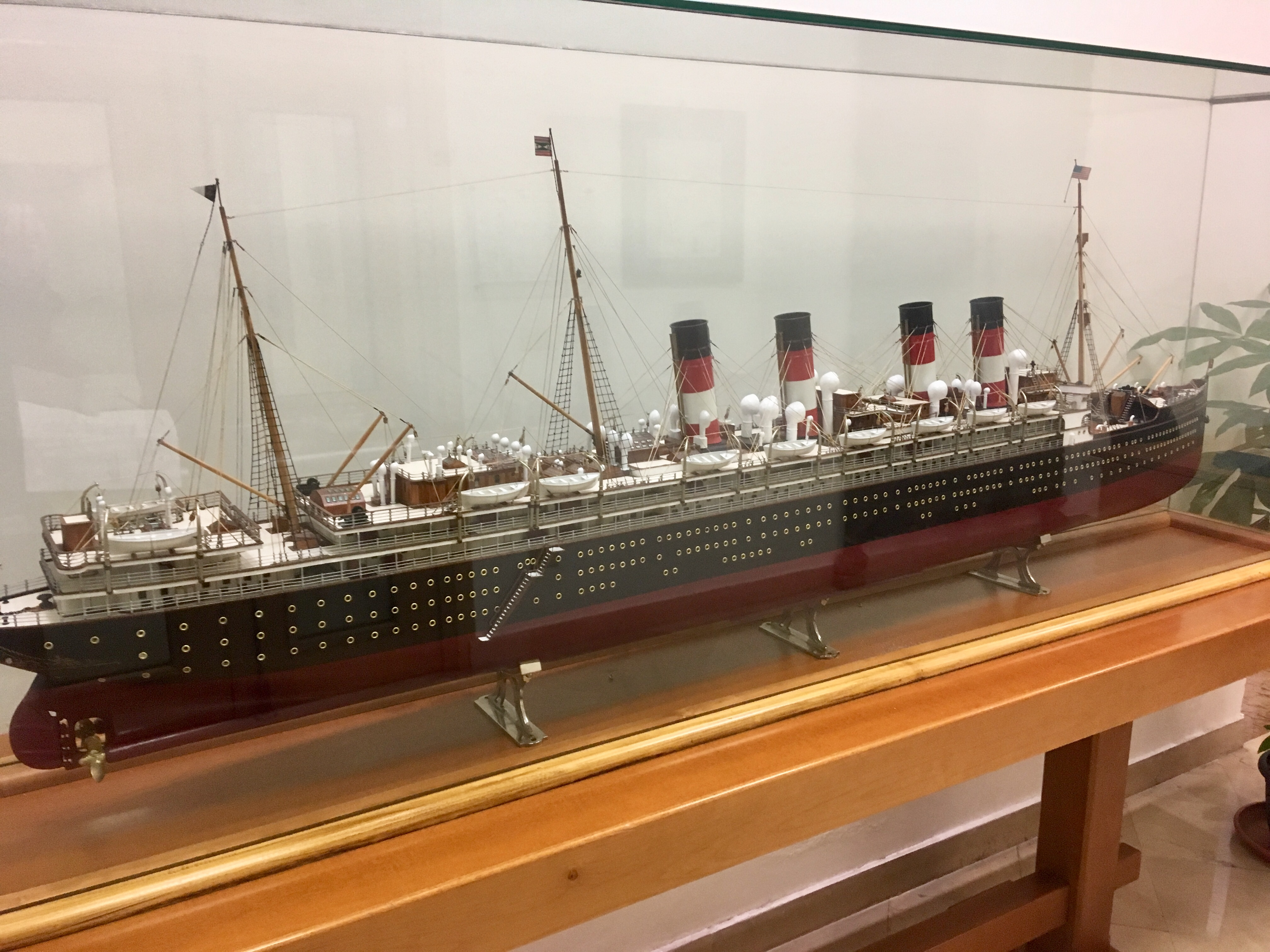
Modellino custodito nell'annesso museo navale

Tra il 1939 e il 1940 l'istituto viene denominato Istituto universitario navale.
Nel 1987 in seguito all’elezione del nuovo Rettore Prof. Gennaro Ferrara e quindi all’ampliamento dimensionale e dell'offerta formativa, la facoltà di economia marittima diviene – conservando la propria vocazione marittima – facoltà di economia dei trasporti e del commercio internazionale; nel 1990 cambia nuovamente denominazione in facoltà di economia e commercio, aprendo quattro corsi di laurea, tre scuole dirette a fini speciali e due scuole di specializzazione. La crescita del numero degli studenti e l'espansione dell'organico richiedono nuovi spazi, per cui alla storica sede di via Acton vengono aggiunti un immobile in via Medina, la chiesa di san Giorgio dei Genovesi (concessa in comodato dalla curia di Napoli), viene completata la costruzione di un edificio al centro direzionale di Napoli e viene acquisito al patrimonio dell’Ateneo il complesso di villa Doria d'Angri. Nel gennaio del 1998 l’Istituto Universitario Navale per la prima volta celebra l’inaugurazione dell’Anno Accademico alla presenza del Presidente della Repubblica Oscar Luigi Scalfaro.

### Università degli Studi di Napoli "Parthenope"

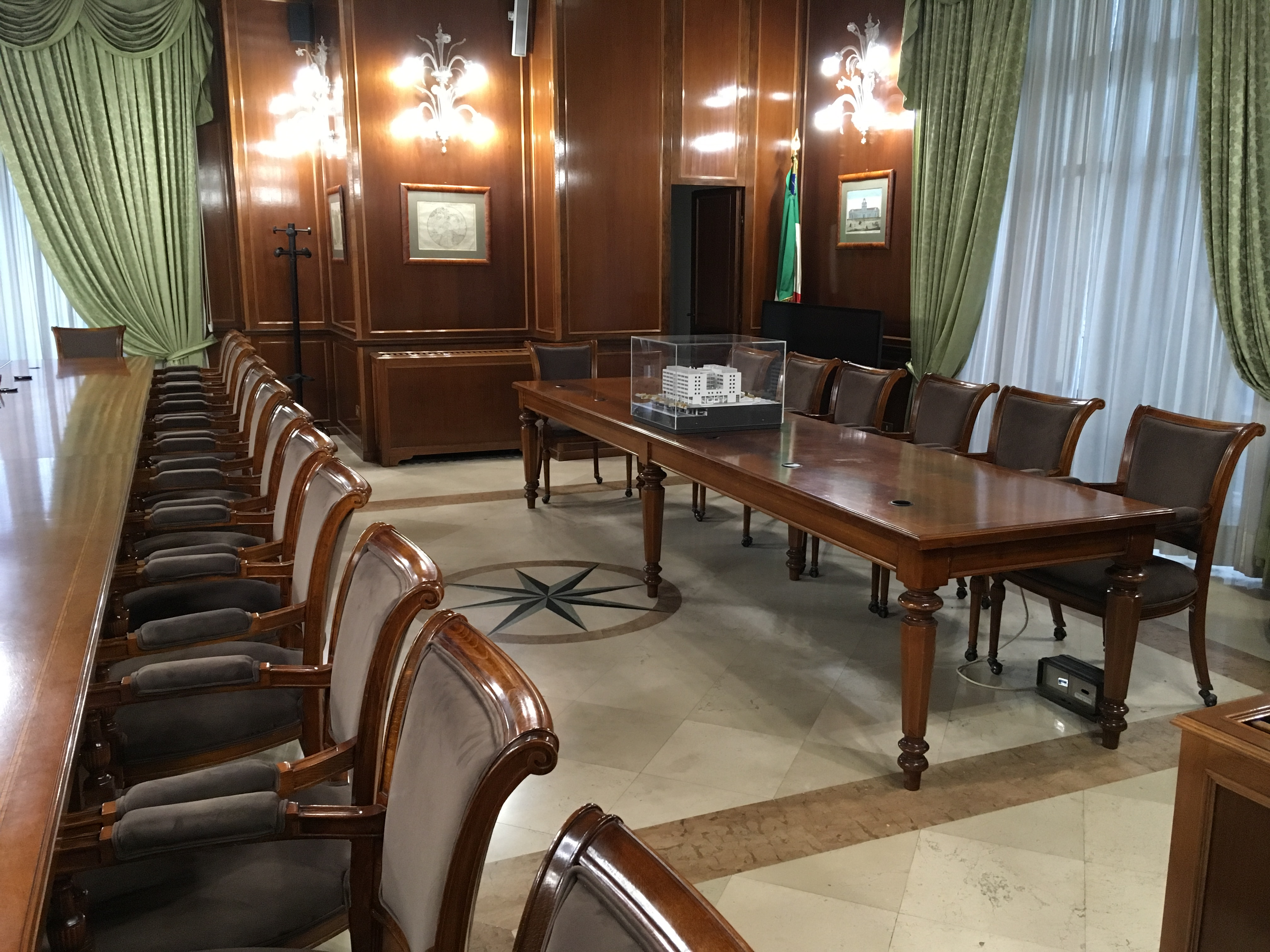
Ex sala consiliare dell'Università degli Studi di Napoli "Parthenope"

Nel 1999-2000 l'espansione continua mediante l'istituzione di tre nuove facoltà: giurisprudenza, ingegneria e scienze motorie (per trasformazione dell'ISEF di Napoli). La facoltà di economia e commercio, diviene facoltà di economia. Nel 2001 cambia nome e diventa Università degli Studi di Napoli "Parthenope", con la dotazione di cinque facoltà.
Nel ventennio intercorso tra il 1985 e il 2006 l'università conobbe un forte incremento di iscrizioni e, conformemente al numero di facoltà attivate, ne fu riconosciuto lo status di Universitas Studiorum. L'ateneo fu il primo in Italia ad aver attivato un corso di laurea in scienze nautiche.
Con il cambio di nome da Istituto universitario navale in Università degli studi di Napoli "Parthenope", il rettore Prof. Gennaro Ferrara decreta anche il nuovo logo-sigillo dell'ente, ideato da Renato Delehaye, scelto tramite un pubblico concorso nel maggio 2002.
Nell'ottobre del 2010 viene inaugurata la nuova sede dell'Ateneo presso palazzo Pacanowski a Napoli, in via Generale Parisi nelle adiacenze della Scuola militare "Nunziatella".

## Denominazione
- 1920-1939: Regio istituto superiore navale
- 1939-2001: Istituto universitario navale
- Dal 2001: Università degli Studi di Napoli "Parthenope"

## Struttura

### Sede centrale

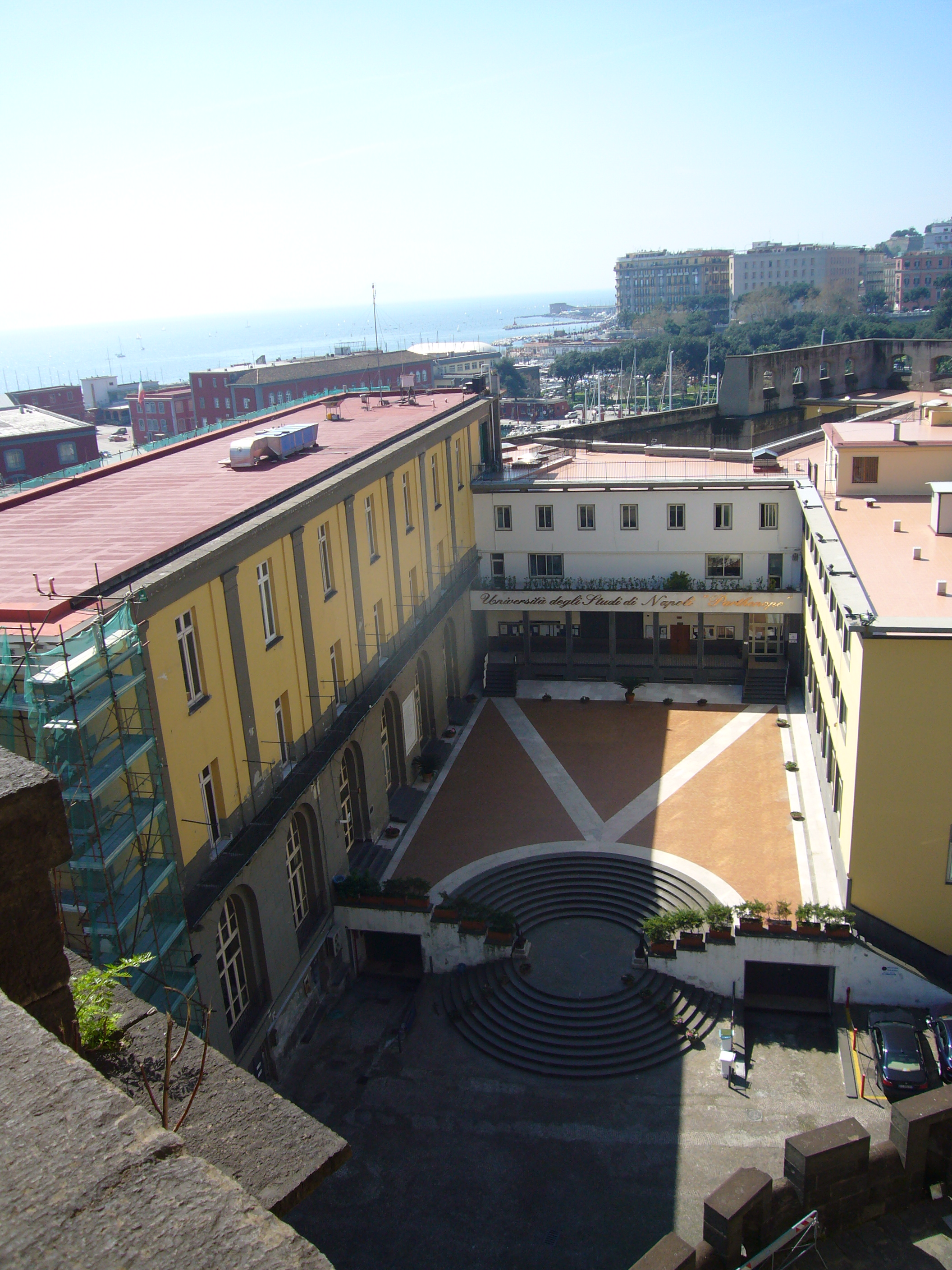
Parthenope dalla terrazza di Castelnuovo

La sede principale dell'Ateneo è nell'antico complesso del XVI secolo delle Officine della Real Fonderia a ridosso degli antemurali del Castel Nuovo. L'approvazione, nel gennaio del 1885, della legge di risanamento della città di Napoli consentì di spostare gli stabilimenti militari in siti maggiormente idonei ai nuovi requisiti produttivi per cui la fonderia e l'arsenale di artiglieria vennero costruiti ex novo nell'area del rione Arenaccia. In tal modo l'edificio demaniale si rese disponibile. Nel 1949 venne concesso in uso all'Ateneo.
La sede centrale dell'Università degli Studi di Napoli "Parthenope" è collocata in Napoli alla via Ammiraglio Ferdinando Acton e consiste in un nucleo storico, la cosiddetta "palazzina spagnola", risalente al XVI secolo e in un fabbricato più moderno realizzato alla fine degli anni sessanta.

### Sede di palazzo Pacanowski
Il palazzo Pacanowski (ex palazzo Telecom) è stato realizzato su progetto dell'architetto Davide Pacanowski. La forma ad U, che avvolge una corte aperta verso il mare, le caratteristiche tecnologiche e la sistemazione dei giardini con alberi ad alto fusto, inducono a classificare l'edificio quale espressione tipica dell'architettura italiana degli anni 1950.
La sede ospita i seguenti dipartimenti:
- Giurisprudenza
- Studi aziendali ed economici
- Studi aziendali e quantitativi
- Studi economici e giuridici

### Sede del centro direzionale
Il complesso è sito nel centro direzionale di Napoli isola C4 ed ospita i seguenti dipartimenti:
- Ingegneria
- Scienze e tecnologie

### Sede di via Medina
La sede, posta in un fabbricato dei primi anni cinquanta, ospita il Dipartimento di scienze motorie e del benessere.

### Sede villa Doria d'Angri
La sede fu acquisita grazie al cofinanziamento del MURST ed è disposta su un parco di oltre 18.000 m²; consta di un complesso, ex sede dell'Istituto Santa Dorotea e di villa Doria d'Angri, costruita su commissione del principe Marcantonio Doria. Il complesso ospita il centro d'Ateneo per l'erogazione dei servizi linguistici.